# Noah Bögli
Noah Bögli (* 1. August 1996 in Nods) ist ein Schweizer Radsportler.

## Sportlicher Werdegang
Mit sieben Jahren begann Noah Bögli mit Motocrossrennen. Bis zum Alter von 21 Jahren nahm er an Wettkämpfen in diesem Sport teil. Nach mehreren Verletzungen wechselte er zum Radsport, zunächst zum Mountainbike. Seit 2018 betreibt er Radsport auf der Strasse, seit 2022 auch auf der Bahn.
2021 wurde Bögli auf der Strasse Schweizer-Vizemeister im Zeitfahren der Kategorie Elite National, 2022, 2023 und 2025 errang er den Titel. Auf der Bahn ist er insbesondere mit dem Schweizer Vierer in der Mannschaftsverfolgung unterwegs, der 2024 bei den Weltmeisterschaften Platz sieben belegte. 2025 belegte der Schweizer Vierer mit Bögli, Mats Poot, Pascal Tappeiner und Alex Vogel bei den Bahn-Europameisterschaften Rang drei. Im selben Jahr wurde er Schweizer Meister im Punktefahren auf der Bahn.

## Berufliches
Neben seiner sportlichen Laufbahn absolviert Noah Bögli ein Masterstudium an der Universität St. Gallen.

## Erfolge

### Bahn
2025
- Europameisterschaft — Mannschaftsverfolgung (mit Mats Poot, Pascal Tappeiner und Alex Vogel)
- Schweizer Meister – Punktefahren